# 監獄ポップ
『監獄ポップ』（かんごくポップ）は、田代まさしと掟ポルシェのコラボレートユニット、マーシー☆ポルシェのシングル。

## 内容
田代と掟の異色コラボレートが実現した本作は田代にとっては麻木久仁子との「愛が懐かしい」以来、約14年ぶりで、復帰後初のシングルリリースである。当楽曲をリリースするきっかけは田代の着ボイスを10位以内にランクインすることを条件にして行ったもので、10位以内にランクインした結果がこのきっかけになった。発売日が11月4日になっているのは、「いいよ」という語呂からである。表題曲が2曲目に収録されている。主な使用機材はRoland TB-303、TR-909、TR-707。
マーシー☆ポルシェは2010年4月29日で解散していたことが掟ポルシェの公式Twitterにて2010年9月16日アナウンスされた。

## 収録曲
1. 監獄アシッドハウス
作曲・編曲：掟ポルシェ
2. 監獄ポップ
作曲・編曲：掟ポルシェ